# سیارک ۵۲۲۲۸
سیارک ۵۲۲۲۸ (به انگلیسی: 52228 Protos، نامگذاری:1977RN) پنجاه و دو هزار و دویست و بیست و هشتمین سیارک کشف شده‌است که در ۵ سپتامبر ۱۹۷۷ کشف شد.